# Семейни тайни
„Семейни тайни“ (на турски: Babam ve Ailesi, в най-близък превод „Баща ми и семейството му“) е турски телевизионен сериал, драма, от 2016 г.

## Актьорски състав
- Бюлент Инал – Кемал Ипекчи
- Айча Бингьол – Нилгюн Каялар
- Джейда Дювенджи – Сузан Ипекчи
- Ердем Акакче – Фадъл Каялар
- Серджан Бадур – Мерт Ипекчи
- Джанер Шахин – Кадир Каялар
- Сера Кутлубей – Хасрет Каялар
- Доа Зейнеп Доушлу – Чичек Ипекчи
- Емел Гьоксу – Маджиде Ипекчи
- Ева Дедова – Едже
- Джан Албайрак – Ибо
- Кубилай Карслъолу – Ахмет
- Фуля Юлван – Филиз
- Сезин Бозаджъ – Емине
- Еджем Симге Йърдатапан – Йелда
- Хакан Алтунаш – Ръза
- Синан Тузджу – Тамер

## В България
В България сериалът започва на 30 юли 2018 г. по bTV и завършва на 5 септември. Дублажът е на студио Медиа Линк. Ролите се озвучават от Албена Павлова, Мина Костова, Светломир Радев, Христо Чешмеджиев и Тодор Георгиев.
На 3 септември 2019 г. започва повторно излъчване по bTV Lady, като епизодите са с продължителност 45 минути и завършва на 29 октомври. На 26 юни 2020 г. започва ново повторение и завършва на 21 август.